# مکس متزکر
مکس متزکر (انگلیسی: Max Metzker؛ زادهٔ ۸ مارس ۱۹۶۰) شناگر اهل استرالیا بود.
وی در مسابقات کشوری و بین‌المللی در مجموع برندهٔ ۳ مدال طلا، ۲ مدال برنز شده‌است.